# 艾虎生
艾虎生（1951年10月—），河南省禹县（今禹州市）方山镇艾窝村人。中国人民解放军中将。中国共产党第十七届、十八届中央委员会候补委员。艾福林之子。

## 生平
艾虎生于1967年3月参加中国人民解放军，此后历任中国人民解放军第三十九军一一六师三四七团七连连长、一营营长、三四七团团长。此后历任一一六师参谋长、师长。1999年，担任陆军第三十九集团军参谋长。2002年，升任军长，授中国人民解放军少将军衔。2007年9月，担任成都军区参谋长，2009年7月授中将军衔。2012年7月，调任成都军区副司令员。2014年12月，到龄退役。